# Moussa Sylla (Fußballspieler, 1985)
Moussa Sylla (* 15. Juni 1985 in Nzérékoré) ist ein ehemaliger guineisch-thailändischer Fußballspieler. 

## Karriere
Seine Karriere begann Sylla in der Jugendabteilung des Vereins Athlético de Coléah, einem Verein in der guineischen ersten Liga, der Guinée Championnat National. Von 2004 bis 2006 spielte er für die Herrenmannschaft des Vereins. Anschließend wechselte er nach Thailand und spielte für die Royal Army. Nach Auslaufen seines Vertrages und dem Abstieg der Army wechselte er zum Premier-League-Aufsteiger Muangthong United, für den er von 2009 bis 2010 spielte. Anschließend wechselte er zu Bangkok Glass. Nach 40 Spielen wechselte er 2012 zu BBCU FC. Für BBCU lief er 59 Mal auf und schoss drei Tore. 2014 zog es ihn an die Ostküste zum damiligen Zweitligisten Pattaya United. Hier kam er 33 Mal zum Einsatz. 2015 wechselte er zum Ligakonkurrenten Phuket FC, der auf der Ferieninsel Phuket im Süden des Landes beheimatet ist. 2016 wechselte er in die vierte Liga des Landes und unterschrieb einen Vertrag bei Paknampho NSRU FC. Dort beendete Sylla nach der Saison dann seine aktive Laufbahn.

## Erfolge
Athlético de Coléah
- Tournoi Ruski Alumini: 2005

Muangthong United
- Thai Premier League: 2009
- Kor Royal Cup: 2010

## Sonstiges
Seit Juli 2009 besitzt er neben der Staatsbürgerschaft Guineas auch einen thailändischen Pass.

## Erläuterungen/Einzelnachweise
1. ↑  mtutd.tv: Aktueller Kader